# Portugal. The Man
Portugal. The Man es una banda de rock estadounidense originalmente de Wasilla, Alaska, con sede en Portland, Oregón. El grupo está formado por John Gourley, Zach Carothers, Kyle O'Quin, Eric Howk, Zoe Manville, Noah Gersh y Kane Ritchotte. Gourley y Carothers se reunieron y comenzaron a tocar juntos en la escuela secundaria en Wasilla, Alaska. Desde la formación de Portugal. The Man en el 2005, la banda ha lanzado seis álbumes de estudio y tres EP. Sus dos primeros álbumes fueron lanzados en Fearless Records. También lanzaron el material en su propio sello Acercarse AIRballoons través de la discográfica indie Equal Vision Records. El 2 de abril de 2010, la banda firmó con Atlantic Records. Evil Friends marca su séptimo álbum de estudio de longitud completa y la primera colaboración entre Portugal. The Man y el productor Danger Mouse. Fue lanzado el 4 de junio de 2013.

## Origen del nombre
Respecto a la elección del nombre, los miembros de la banda afirman que desde un principio siempre quisieron buscar un país que formara parte del nombre del grupo porque como indican: "un país, es un grupo (de gente) en sí mismo". Y se decantaron por el primer país que les vino a la mente: Portugal. Les gustó, sonaba bien como nombre para la banda,  y además consideraban que Portugal es un país que refleja fielmente la riqueza y diversidad de estilos culturales y musicales que la propia banda interpreta con sus canciones.

## Videos musicales y cortometrajes
El 6 de junio de 2011 Portugal. The Man lanzó un cortometraje con los temas "Sleep Forever" y "Got It All (This Can't Be Living Now)" de su último álbum, In The Mountain In the Cloud. Producido por Richard Hutchins y dirigida por Michael Ragen, la película cuenta con 13 minutos y 16 segundos del desierto de Alaska entrelazadas con escenas de testaferro PTM, John Gourley, trineos tirados por perros antes de que se ve obligado a viajar a pie después de que sus perros lo abandonan. Al final, Gourley dispara accidentalmente a sí mismo en la cara cuando se tropieza y cae en la nieve. Sus perros regresan y comen a su dueño, los muertos John Gourley.
Actualmente, Portugal. The Man también ha lanzado videos musicales de sus canciones "So American", "People Say", "All Your Light", "Do You", "The Dead Dog", "AKA M80 The Wolf", "Lay Me Back Down", "The Sun," "Evil Friends," "Purple Yellow Red and Blue", "Modern Jesus", "Atomic Man", "Noise Pollution", "Feel It Still", "Guns & Dogs"

## Miembros de la banda

### Miembros actuales
- John Baldwin Gourley - vocales, guitarra, organ, máquinas
- Zachary Carothers - bajo eléctrico, coros
- Kyle O'Quin - teclados, sintetizadores
- Eric Howk - guitarra, coros
- Jason Sechrist - batería
- Zoe Manville - coros, sintetizadores, percusión secundaria

### Miembros anteriores
- Noah Gersh - guitarra, voz, percusión diversos
- Kane Ritchotte - tambores, percusión
- Nick Klein - guitarra
- Harvey Tumbleson - beats
- Wesley Hubbard - (teclados)
- Ryan Neighbors - (teclados, didgeridoo, sintetizadores, coros)
- Justin McRae - (Guitarra)

### Miembros formados de la gira
- Garrett Lunceford - batería en Satanic Satanists.

## Discografía

### Álbumes
- Waiter: "You Vultures!" (2006)
- Church Mouth (2007)
- Censored Colors (2008)
- The Satanic Satanist (2009)
- The Majestic Majesty (2009)
- American Ghetto (2010)
- In the Mountain in the Cloud (2011)
- Evil Friends (2013)
- Woodstock (2017)
- Chris Black Changed My Life (2023)

### Extended plays
- Under Waves of the Brown Coat (2005)
- The Pines & The Devil (2006)
- Devil Say I, I Say AIR (2006)
- It's Complicated Being a Wizard (2007)
- My Mind/Seventeen (2007)

### Sencillos
- "People Say" (2009)
- "Lovers in Love" (2009)
- "Got It All (This Can't Be Living Now)" (2011)
- "So American" (2011)
- "Evil Friends" (2013)
- "Purple, Yellow, Red and Blue" (2013)
- "Modern Jesus" (2013)
- "Noise Pollution" (2016)
- "Feel It Still" (2017)
- "Live In The Moment"* (2017)
- "Dummy"* (2023)
- "Champ (ft. Edgar Winter)"* (2023)
- "Thunderdome (ft. Black Thought & Natalia Lafourcade)"* (2023)
- "Summer of Luv (ft. Unknown Mortal Orchesta)"* (2023)
- "Plastic Island"* (2023)